# Mikonazol
A mikonazol egy imidazol származék, antifungális (gombaellenes) hatóanyag, amelyet általában helyi fertőzések kezelésére használnak szpré vagy krém formájában.
Belsőleg is felhasználható hüvelyi fertőzések kezelésére.

## Védjegyezettnevű készítmények
- Mycosolon (Richter)
- KLION-D 100 hüvelytabletta